# نیکزاد نجومی
نیکزاد نجومی (زاده ۱۳۲۰ در کرمانشاه) نقاش و تصویرساز معاصر ایرانی که به سبب آثاری با درونمایه سیاسی و نیز روانشناسانه شناخته می‌شوند. وی همچنین تصویرسازی‌های زیادی را برای کانون پرورش فکری کودکان و نوجوانان انجام داده‌است که در زمرهٔ سرشناس‌ترین آثار کانون هستند. نجومی از پرآوازه‌ترین هنرمندان در زمینهٔ گرافیک انقلابی و از هنرمندان معروف انقلاب ۱۳۵۷ ایران است. وی همچنین از پشتیبانان دانشنامه ایرانیکا است.

## آغاز زندگی
نیکزاد نجومی در سال ۱۳۲۰ در محله برزه‌دماغ در کرمانشاه زاده شد. خانوادهٔ وی از جمله خانواده‌های مذهبی و روحانی کرمانشاه هستند که چند نسل پیش برای انجام کارهای مذهبی و تبلیغ تشیع از دامغان به کرمانشاه آمده بودند. پدر نیکزاد نجومی، سیف السادات نجومی، خوشنویس و خطاط بوده‌است.

## تحصیل
نجومی در سال ۱۳۴۱ وارد دانشکدهٔ هنرهای زیبای دانشگاه تهران شد و به تحصیل در رشتهٔ نقاشی پرداخت. نیکزاد نجومی در هنگام تحصیل با هنرمندان دیگری چون ناهید حقیقت، جمشید یشی، علی‌اصغر محتاج، سیروس مالک، عباس کیارستمی، و پرویز محلاتی آشنا شد.
او در سال ۱۳۴۶ از دانشگاه تهران با درجهٔ کارشناسی، دانش‌آموخته شد. نیکزاد نجومی در هنگام فارغ‌التحصیلی شاگرد اول بود؛ بنابراین به او بورس تحصیلی اختصاص گرفت. او می‌خواست برای ادامه تحصیل به فرانسه برود که شورش‌های مه ۱۹۶۸ فرانسه جلوی او را گرفت. در نتیجه در سال ۱۳۴۸ به نیویورک مهاجرت کرد و کارشناسی ارشد خود را در سال ۱۳۵۳ از دانشگاه سیتی کالج نیویورک دریافت کرد.

## کانون پرورش فکری
آشنایی نیکزاد نجومی با عباس کیارستمی باعث ورود و کار او در «استودیو نگاره» با مدیریت فیروز شیروانلو و همکاری علی‌اکبر صادقی شد. فیروز شیروانلو همچنین رئیس انتشارات کانون پرورش فکری کودکان و نوجوانان باعث آشنایی و کار نجومی در کانون پرورش فکری کودکان و نوجوانان از سال ۱۳۴۲ تا ۱۳۴۸ شد. نجومی در هنگام کار در کانون، با پرویز کلانتری، محمدزمان زمانی، و نورالدین زرین‌کلک همکاری کرد. کتاب‌های گل بلور و خورشید (با تصویرگری نیکزاد نجومی) و ماهی سیاه کوچولو جزء برندگان نمایشگاه کتاب کودک بولونیا در سال ۱۹۶۹ شدند.

## کار سیاسی
نیکزاد نجومی در هنگام تحصیل در آمریکا عضو کنفدراسیون جهانی محصلین و دانشجویان ایرانی-اتحادیه ملی بود و با ناهید حقیقت و هادی هزاوه‌ای همکاری سیاسی داشت. پس از بازگشت به ایران در سال ۱۳۵۳ مورد بازجویی ساواک قرار گرفت و اجازه آموزش در دانشگاه از او گرفته شد. اما همچنان اجازه برگزاری نمایشگاه را داشت.

## انقلاب ۵۷ و پس از آن
نیکزاد نجومی در هنگام انقلاب ۱۳۵۷ در ایران بود. بخشی از پوسترهای انقلاب ایران که در دانشکدهٔ هنرهای زیبا با روش‌های چاپ دستی تکثیر شده‌اند و نشانه عمومی آنها ستاره سرخ در کادر آنهاست از آثار نجومی و آراپیک باغداساریان هستند. اما در شهریور ۱۳۵۹ مقالاتی علیه کارهای وی منتشر شد؛ بنابراین در سال ۱۳۵۹ به آمریکا مهاجرت کرد و از سال ۱۳۶۱ در نیویورک ساکن شد.
واپسین نمایش طرح‌های نیکزاد نجومی در تهران با نام دست نوشته سال ۱۳۸۵ در گالری هما به نمایش درآمد و مورد توجه نسل جوان هنرمندان قرار گرفت. نمایش بزرگ او درسال ۲۰۱۳ در گالری تیمور گراهان نیویورک نگاه بین‌المللی را به سمت نیکی نجومی جلب کرد. او در شناساندن هنرمندانی چون اردشیر محصص به محافل بین‌المللی نقش مؤثری داشته‌است.
شهروز نظری منتقد تجسمی در مقدمهٔ نخستین مصاحبه نجومی پس از انقلاب در ایران که در روزنامه شرق با عنوان غربت یعنی تبعیض (۱۳۸۵) منتشر شد نوشته‌است:

نیکزاد برخلاف آثارش آدم خجولی است، سعی می‌کند از حرف زدن دربارهٔ خودش طفره برود یا حداقل به گفتن بیوگرافی‌اش بسنده کند، به ضرب و زور حرف می‌زند و به جان کندن چای می‌خورد، اما اگر سراغ موضوعاتی که دوست دارد بروی به طرفه العینی عوض می‌شود، چین‌های صورتش باز می‌شود، چشمانش برق می‌زند و آهسته از کسالتی که روی صندلی دارد برمی‌خیزد و هیجان زده شروع می‌کند از همه جا سخن گفتن، از دوستانش، از تالار ایران، از الفتش با خیابان‌های منهتن و از گالری‌ها گاگوسیان و… ختم کلامش این بود که اسامی ایرانی‌های مصاحبه را حتی المقدور حذف کنیم چون به قول خودش؛ «من اندکی می‌آیم و می‌روم، نمی‌خواهم کسی از من برنجد.

## ویژگی کاری
نجومی در زمینهٔ تصویرسازی کتاب کودک در زمرهٔ چهره‌های اصلی در نسل طلائی این هنر به‌شمار می‌آید. وی از جمله تصویرسازان تأثیرگذار در این زمینه بوده و کارهای بسیاری را برای کانون پرورش فکری کودکان و نوجوانان تصویرسازی کرده‌است. ویگاه همشهری‌آنلاین، نیکزاد نجومی را نقاشی «مضمون‌گرا، فیگوراتیو و تلخ‌اندیش» می‌نامد که «مضامین انسانی‌اش را در چشم‌اندازهایی تلخ و تیره به تصویر می‌کشد». در آثار نجومی «دو سویه متفاوت» دیده می‌شود: یکی سویه «روان‌شناسانه» و دیگری «زیبایی‌شناسی خاص او». وبگاه بی‌بی‌سی فارسی در گزارشی تصویری او را «نقاشی سیاسی» می‌نامد. اما خود او در مصاحبه‌ای با رادیو فردا گفته‌است که نمی‌خواهد مفاهیم سیاسی در کار او روشن باشد اما تلاش می‌کند که آثارش حاوی بیان سیاسی باشند.
شیرین نشاط، دربارهٔ کارهای نیکزاد نجومی می‌نویسد: «نجومی با تابلوهای بزرگ رنگ روغن دو دنیای خاورمیانه (ایران) و غرب (بخصوص آمریکا) را با همدیگر می‌آمیزد و مسایل سیاسی فرهنگی ایران و آمریکا را به پرسش می‌کشد. نجومی در کارهای تازه‌اش برخوردهای ناشی از عدم تعادل قدرت را به‌خوبی نشان می‌دهد.»
نیکزاد نجومی از منتقدان مکتب سقاخانه است؛ زیرا نگاه عقب‌افتاده‌ای به جامعه داشت و توجهی به شرایط سیاسی و اجتماعی روز جامعه ایران نداشت.

## موضعگیری‌های سیاسی
نیکزاد نجومی در مهر ۱۳۸۸ با امضای متن اعلامیهٔ «دعوت به شرکت در تجمع اعتراض به جنایت، شکنجه، تجاوز، اعتراف‌گیری» از کمپین مبارزه با «جنایت علیه بشریت» پشتیبانی کرد. وی همچنین به همراه چند چهرهٔ فرهنگی دیگر در یک فایل ویدئویی اعمال تحریم علیه ایران را محکوم کرد.
در سال ۱۳۸۷ آثار این هنرمند در کنار نقاشی‌هایی از قاسم حاجی‌زاده و اردشیر محصص از طرف روزنامه کیهان مورد حمله قرار گرفتند و گالری هما از طرف اداره ارشاد مجبور به حذف آثار و تعطیلی موقتی شد.

## تعطیلی نمایشگاه
نمایشگاه آثار هنرمندان ایرانی مقیم خارج از کشور در اردیبهشت ۱۳۸۷ که بنا بود از ۶ اردیبهشت به مدت ۱۱ روز برگزار شود، به دنبال اعتراض روزنامه کیهان در سرمقاله ویژهٔ خود در روز ۹ اردیبهشت ۱۳۸۷ با عنوان «حمایت از هنرمندان اسلام‌ستیز در تهران»، به دستور حبیب‌الله صادقی رئیس وقت موزه هنرهای معاصر و مدیرکل دفتر هنرهای تجسمی وزارت فرهنگ و ارشاد اسلامی در روز پنجم برچیده شده و گالری هما میزبان نمایشگاه نیز تعطیل گردید. کیهان در سرمقالهٔ خود از نجومی با نام «نیکزاد-ن» یاد کرده بود. حبیب‌الله صادقی علت این کار را در نامه‌ای به حسین شریعتمداری مدیرمسئول کیهان، «احترام به باورهای اعتقادی و دغدغه‌های جامعه فرهنگی» عنوان کرد. به دنبال این اقدام جوزانی مدیرعامل خانه هنرمندان ایران نیز طی نامه‌ای به حسین شریعتمداری خبر از لغو نمایشگاه آثار نجومی در خانه هنرمندان ایران داد و وی را از «تصویرگران اسلام‌ستیز» دانست.

## جوایز
نیکزاد نجومی در فستیوال بلونیا در ایتالیا به خاطر تصویرسازی کتاب «گل بلور خورشید» نوشتهٔ فریده فرجام، برندهٔ جایزه شده‌است. وی همچنین جایزه ملی فرانسه، کانی‌سومر را در سال ۱۳۴۹ دریافت کرده‌است. در سال ۲۰۰۷ میلادی، کتاب «صدای پای آب» اثر سهراب سپهری با تصویرگری نیکزاد نجومی از انتشارات کانون پرورش فکری کودکان و نوجوانان در کنار پنج کتاب دیگر از ایران، در فهرست آثار منتخب کتابخانه بین‌المللی مونیخ قرار گرفت.

## نمایشگاه‌ها

### نمایشگاه‌های انفرادی
- تالار دانشگاه تهران، ۱۳۴۷
- گالری لیتو، تهران، ۱۳۵۴
- گالری سیحون، تهران، ۱۳۵۵
- گالری پیکتوگراند، نیویورک
- موزه کویینز
- نمایش سری دست نوشته‌ها، گالری هما، تهران، ۱۳۸۵
- گالری پریشکا جیشکا، نیویورک[۱۶]
- گالری تیمور گراهان، نیویورک ۱۳۹۲

### نمایشگاه‌های گروهی
- نجومی همچنین در نمایشگاه پوسترهای انقلاب در دی ماه ۱۳۵۷ در سالن دانشکده هنرهای زیبای دانشگاه تهران آثارش را در کنار هنرمندانی چون امیر اثباتی، اکبر اهری پور، آراپیک باغداساریان و مرتضی ممیز به نمایش گذاشت.[۱۷]
- نجومی در مهر ماه سال ۱۳۸۶ در کنار هنرمندان بزرگ دیگر ایران در نمایشگاه گروهی نقاشی فصلنامه «حرفه هنرمند» در نگارخانه ممیز و میرمیران خانه هنرمندان ایران شرکت کرد.[۱۸]
- نجومی در خرداد ماه ۱۳۸۹ آثار خود در زمینهٔ تصویرسازی شاهنامه را در کنار آثار استادان دیگر در نمایشگاه و همایش شاهنامه‌نگاری در مؤسسه فرهنگی هنری صبا به نمایش گذاشت.[۱۹]
- نجومی در بهمن ۱۳۹۰ در نمایشگاه و فروشگاه «مجموعه زمستانی ۹۰» در گالری ماه مهر شرکت کرد.[۲۰]
- نجومی در آبان ماه ۱۳۹۱ در نمایشگاهی گروهی به نفع بیمارا ن ام اس در نگارخانه ماه مهر شرکت کرد.[۲۱]
- نجومی در آذر ۱۳۹۱ در نمایشگاه گروهی با عنوان «یک مرد» آثارش را در کنار آثار چهره‌های مطرح دیگر در زمینهٔ هنرهای تجسمی قرار داد.[۲۲]
- نجومی تیر ماه ۱۳۹۲ در نمایشگاهی تحت عنوان «از گذشته تا … فردا» در گالری دی آثار خود را در کنار آثار نقاشان جوان ایران به نمایش گذاشت.[۲۳][۲۴]